# Libéral-progressiste
Le qualificatif Libéral-progressiste (Liberal-Progressive) fut utilisé par de nombreux candidats canadiens entre 1926 et 1953. Aucun Parti libéral-progressiste exista au niveau fédéral et provincial ontarien, mais il en exista un au Manitoba.

## Au niveau fédéral
Lorsque le Parti progressiste du Canada effectua une percée et recala le Parti conservateur au rang de deuxième parti de l'Opposition, le système politique canadien passa du bipartisme au tripartisme. Alors en présence d'un gouvernement minoritaire, le premier ministre libéral William Lyon Mackenzie King proposa aux Progressistes une coalition, mais ceux-ci refusèrent. Cependant en 1926, les Progressistes se divisèrent et de nombreux d'entre eux se présentèrent sous la bannière libérale-progressiste ou libérale-travailliste. Ce phénomène fut particulièrement visible en 1925 et en 1926. Par la suite, plusieurs Libéraux-progressistes devinrent des Libéraux à part entière.
En 1926, les Libéraux ne remportèrent pas suffisamment de sièges pour former un gouvernement majoritaire et durent s'assurer l'appui des Libéraux-progressistes pour se maintenir au pouvoir. Malgré leur appui aux Libéraux, ils effectuèrent des caucus indépendants leur permettant de faire des critiques entre autres lorsque les Libéraux ne réduisirent par les tarifs douaniers lors du dépôt du budget de 1927.
Parmi l'ensemble des députés libéraux-progressistes, 5 représentèrent uniquement cette bannière, soit Edgar Douglas Richmond Bissett (Springfield), Robert Forke (Brandon), James Allison Glen (Marquette), George William McDonald (Souris) et William Gilbert Weir (Marquette / Portage—Neepawa). 
Parmi ceux-ci, Weir fut celui qui représenta cette bannière pendant la plus longue période. Il fut également whip en chef du gouvernement et assistant parlementaire du premier ministre Louis St-Laurent de 1953 à 1957. Notons également, Forke qui fut ministre dans le cabinet de Mackenzie King et nommé au Sénat en 1929, devenant le seul Libéral-progressiste à avoir siégé sous cette bannière. Enfin, Glen servit comme Président de la Chambre  ainsi que ministre.

## Au niveau provincial

### Alberta
En Alberta, seulement un candidat libéral-progressiste se présenta lors de l'élection générale albertaine de 1926 dans la circonscription de Camrose, mais termina en quatrième place.

### Ontario
En 1934, une coalition entre le Parti libéral de l'Ontario de Mitchell Hepburn et le bloc progressiste d'Harry Nixon, initialement élu sous la bannière des United Farmers of Ontario. Durant cette coalition, les Progressistes furent représentés sous la bannière libérale-progressiste. 

### Manitoba
En 1932, le Parti progressiste du Manitoba et le Parti libéral du Manitoba fusionnèrent et devinrent Libéral-progressiste. Cette fusion permis au premier ministre John Bracken de demeurer en poste jusqu'en 1943. Après être devenu chef du Parti progressiste-conservateur du Canada en 1942, il quitta son poste l'année suivante et fut remplacé par Stuart Garson et ensuite par Douglas Lloyd Campbell en 1948.
Durant cette coalition, le parti fut entièrement dominé par son aile progressiste cependant, il fut surtout connu sous le nom du Parti libéral durant les années 1940. Le parti devint officiellement le Parti libéral du Manitoba en 1961.

## Sources
- Parlement du Canada - Historique des circonscriptions depuis 1867

- (en) Cet article est partiellement ou en totalité issu de l’article de Wikipédia en anglais intitulé « Liberal-Progressive » (voir la liste des auteurs).